# Ferme Scheurette
La ferme Scheurette est un bâtiment classé situé dans la commune de Gouvy en province de Luxembourg (Belgique).

## Localisation
La ferme est située au no 3 de la rue de l'Église, au centre du village ardennais de Gouvy et en face de l'église Saint-Aubin.

## Historique
Plusieurs millésimes datent le bâtiment : 1606 sur les deux montants d'une vaste cheminée et 1663 sur un dispositif métallique d'une cheminée de cuisine. L'immeuble est acquis en 1718 par Henri Scheurette de Gouvy, mayeur de Gouvy et de la cour d'Amas puis passe par alliance à la famille Entringer.

## Description
La ferme est constituée de deux bâtiments en pierres de grès schisteux et en schiste ardoisier d'Ardenne reliés entre eux par un haut mur d'enceinte réalisé avec ces mêmes matériaux et épousant un virage de la rue. Le bâtiment situé au sud est le corps de logis et celui placé au nord comprend une grange et des étables. Entre ces bâtiments, se trouve une cour intérieure pavée. La façade du corps de logis comprend deux niveaux de deux travées décentrées sous une toiture en ardoises percée de deux lucarnes. Une inscrption LOUÉ SOIT JESUS-CHRIST est placée au-dessus de la porte d'entrée à imposte. Le mur d'enceinte est recouvert de cherbins, de grosses ardoises arrondies locales, et est percé d'un porche d'entrée en anse de panier ainsi que d'une petite entrée piétonne.

## Classement et protection
L'immeuble sis rue de l'Eglise n°3 à Gouvy est repris sur la liste du patrimoine immobilier classé de Gouvy depuis le 6 février 1970.